# Yusheng
Lo Yusheng, conosciuto anche con i nomi di Yee sang o Yuu sahng (cinese semplificato: 鱼生; pinyin: yúshēng), è un'insalata di pesce crudo tipica della cucina della città di Chaozhou, nel Guangdong. Solitamente è composto da strisce di pesce crudo (quasi sempre salmone), mischiate con verdure tagliate e varie salse e condimenti. Il termine yusheng significa letteralmente "pesce crudo", tuttavia il nome viene spesso interpretato come "aumento di abbondanza" poiché la parola cinese per "pesce" (鱼) è omofona di quella per "abbondanza" (余). Lo Yusheng, quindi, viene consumato durante il periodo dei festeggiamenti del Capodanno cinese, come simbolo di vigore e prosperità.

## Storia
I pescatori della costa del Canton festeggiavano tradizionalmente la ricorrenza del Renri, settimo giorno delle celebrazioni del Capodanno cinese, preparando dei banchetti con le prede catturate in mare. Secondo la leggenda, la pratica è iniziata nelle città di Chaozhou e Shantou, e risale all'epoca della Dinastia Song Meridionale. La tradizione fu poi importata nella colonia britannica della Malaysia, dove le bancarelle che vendevano porridge iniziarono a vendere dei piatti di pesce crudo composti, oltre che di pesce, anche di strisce di carote e rape condite con olio, aceto e zucchero mischiati secondo i gusti dei clienti. Si credeva che l'origine di questo piatto provenisse da Jiangmen, nella provincia del Guangdong.
Lo Yusheng moderno come conosciuto ai giorni nostri è nato ufficialmente durante i festeggiamenti del Capodanno cinese del 1964, in un ristorante di Singapore di nome Lai Wah, inventato dal capo chef Than Mui Kai e dal suo assistente Tham Yu Kai. Than Mui Kai è stato successivamente nominato, circa 40 anni fa, come uno dei "Quattro Re della Cucina di Singapore", insieme agli altri chef Lau Yoke Pui, Hooi Kok Wai e Sin Leong. Da allora la tradizione dello Yusheng moderno si è espansa in tutto il Sudest asiatico, soprattutto a Singapore ed in Malaysia.
Il gusto del piatto originale di pesce crudo fu addolcito, per assecondare i gusti dei consumatori, con salsa di prugna, aceto di riso, pasta di fortunella ed olio di sesamo, mentre al pesce vennero mischiati peperoncino, carota, rapa, lime, medusa, zenzero, arance essiccate al sole ed altri ingredienti, fino a trasformare la semplicissima portata originale in una complessa insalata composta da circa 27 ingredienti. Nel piatto originale l'ingrediente principale era lo sgombro crudo, tuttavia fu successivamente sostituito dal salmone a causa della crescente richiesta di quest'ultimo ingrediente.
Da allora, lo Yusheng è divenuto un piatto di base per i festeggiamenti del Capodanno cinese a Singapore, oltre che nelle comunità cinesi in Malaysia, ed è principalmente disponibile durante il periodo festivo. A Singapore, il piatto viene ufficialmente consumato anche dai capi di governo, tanto che è stata fatta la proposta di nominarlo piatto nazionale.

## Lo Hei: il modo di mangiare lo Yusheng oggi
Al giorno d'oggi, lo Yusheng viene servito come antipasto come augurio di buona fortuna per l'anno che verrà, e si mangia tradizionalmente durante le celebrazioni del Renri, il settimo giorno dei festeggiamenti del Capodanno cinese. Lo Yusheng è protagonista di una cerimonia conosciuta come lo hei (in cantonese: 撈起 oppure 捞起), nella quale le famiglie si riuniscono intorno ad un tavolo e, a turno, fanno saltare in aria gli ingredienti dell'insalata con le bacchette pronunciando la frase augurale Jixiang Hua (caratteri cinesi: 吉祥话; pinyin: Jíxiáng Huà). Secondo la tradizione, più in alto si riesce a lanciare il cibo, più si avrà fortuna nell'anno venturo.
Gli ingredienti tipici includono salmone fresco, daikon (ravanello bianco), carote, capsicum (peperoni rossi), zenzero, foglie di lime, prezzemolo cinese, noccioline tritate, semi di sesamo tostati, gallette di gamberetti cinesi (o gamberetti essiccati fritti) e polvere cinque spezie. Il condimento è costituito principalmente di salsa di prugna.